# Tremella lichenicola
Tremella lichenicola är en svampart som beskrevs av Diederich 1986. Tremella lichenicola ingår i släktet Tremella och familjen Tremellaceae.  Arten är reproducerande i Sverige. Inga underarter finns listade i Catalogue of Life.